# Cour de justice de la République
Ne doit pas être confondu avec Haute Cour (France).
Pour les articles homonymes, voir CJR.
La Cour de justice de la République (CJR) est la juridiction française d'exception compétente pour juger les crimes ou délits commis par les membres du gouvernement dans l’exercice de leurs fonctions. Pour les faits commis en dehors de leurs fonctions, les juridictions de droit commun classiques sont compétentes.
La Cour de justice de la République est créée en 1993. Le statut de la Cour de justice de la République et ses attributions sont fixés par la Constitution ; la Cour de justice de la République comprend quinze juges dans sa formation de jugement : douze parlementaires (dont six députés et six sénateurs) et trois magistrats du siège de la Cour de cassation, dont l’un est président de la Cour. Les parlementaires sont élus par l’Assemblée nationale et par le Sénat après chaque renouvellement général ou partiel de ces assemblées. Les magistrats sont élus par la Cour de cassation. Chaque juge a un suppléant élu dans les mêmes conditions.

## Histoire du statut juridictionnel des ministres

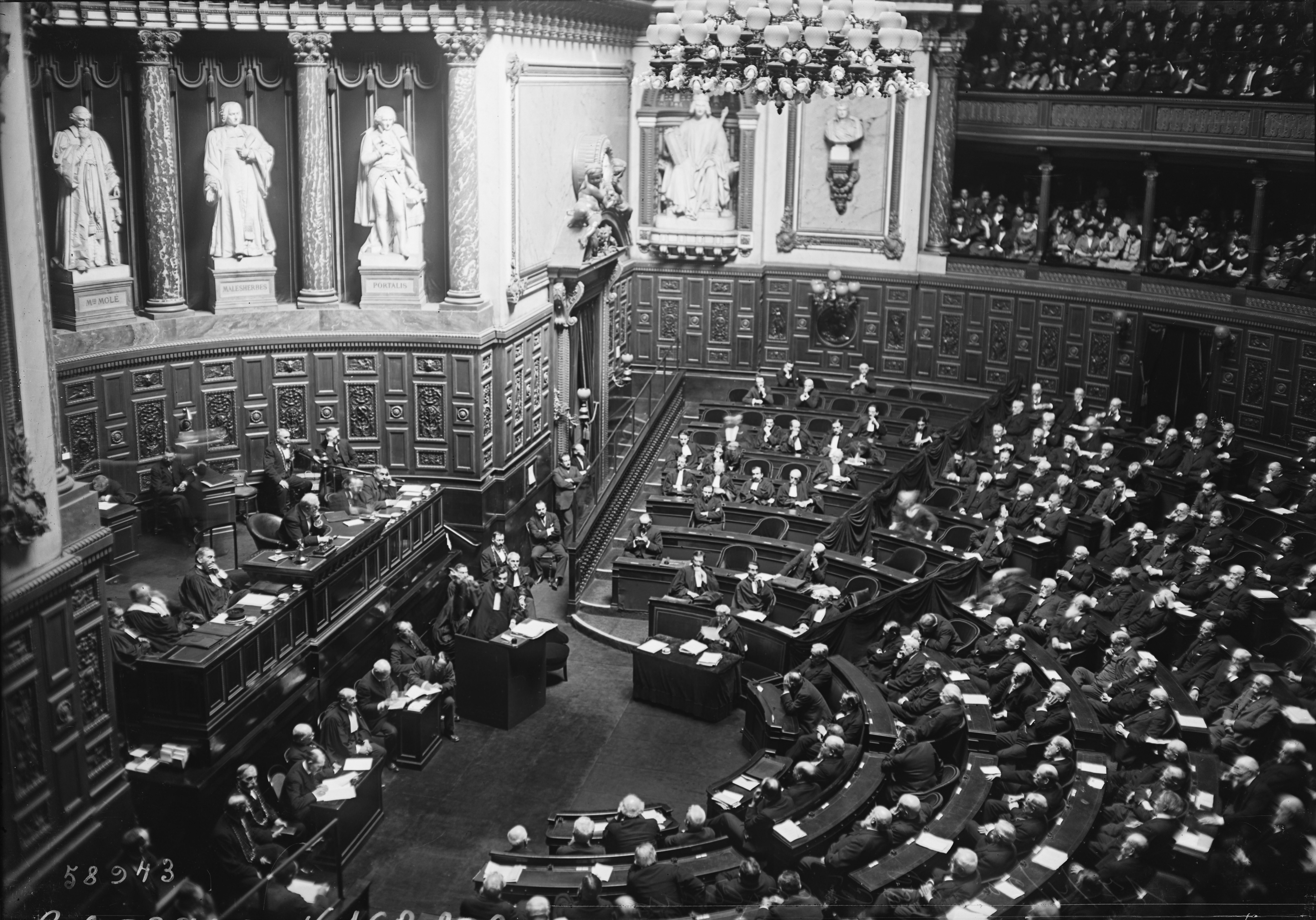
Procès de Joseph Caillaux devant le Sénat constitué en Haute Cour de justice le 17 avril 1920.

### De 1789 à 1993, immunité ou jugement par le Parlement
Sous l’Ancien régime, Jacques Cœur en 1453, Semblançay en 1527 et Nicolas Fouquet en 1661-1664 sont jugés par des juridictions spéciales et selon des procédures particulières pour des infractions commises dans l’exercice de leurs fonctions.
De 1789 à 1940, la plupart des constitutions prévoient une procédure particulière pour la mise en cause de la responsabilité pénale des ministres, mais était le plus souvent appliquée pour une responsabilité politique. On estime que huit ministres au moins furent victimes de leur fidélité à l’ancien Régime lors la Révolution. Pendant le Consulat, le Premier Empire puis la Restauration, aucun ministre n’est déféré. En 1830, le procès des ministres de Charles X devant la Chambre des pairs constituée en Haute Cour les déclare coupables de trahison. Les lois constitutionnelles de 1875 disposent que « les ministres peuvent être mis en accusation par la Chambre des députés pour crimes commis dans l’exercice de leurs fonctions ». Ils sont alors jugés par le Sénat. Ce sera le cas par exemple pour Louis Malvy et Joseph Caillaux. Charles Baïhaut, dans le scandale de Panama, est lui jugé par une juridiction de droit commun.
Créée par une ordonnance du 18 novembre 1944, la Haute Cour de justice est chargée de juger les membres des « gouvernements ou pseudo-gouvernements qui ont tenu leur siège dans le territoire de la métropole depuis le 17 juin 1940 jusqu’à l’établissement sur le territoire continental du Gouvernement provisoire de la République française pour crimes et délits commis dans l’exercice ou à l’occasion de leurs fonctions ». Elle prononce plusieurs condamnations à mort dont trois furent exécutées : Pierre Laval et Joseph Darnand en 1945 et Fernand de Brinon en 1947.
Dans la Constitution de 1946, et dans la rédaction originale de celle de 1958, les membres du Gouvernement sont pénalement responsables des actes accomplis dans l’exercice de leurs fonctions et qualifiés crimes ou délits. Ils sont jugés par la Haute Cour de justice, composée uniquement de parlementaires. Sa commission d'instruction est saisie dix fois entre 1980 et 1992 (dont en 1987 à l'égard de Christian Nucci dans l’Affaire du Carrefour du développement, en 1992 à l’égard de Laurent Fabius, Georgina Dufoix et Edmond Hervé dans l'affaire du sang contaminé) ; mais la Cour n’a jamais été réunie,.

### Création de la Cour de justice de la République
En 1993, durant la cohabitation et dans le contexte de l’affaire du sang contaminé et de la multiplication des affaires politico-financières à la fin du second mandat de François Mitterrand, le Comité consultatif pour la révision de la Constitution présidé par Georges Vedel propose une nouvelle juridiction composée de magistrats et de parlementaires. Celle-ci est créée par la loi constitutionnelle du 27 juillet 1993. Désormais, « les membres du Gouvernement sont pénalement responsables des actes accomplis dans l’exercice de leurs fonctions et qualifiés crimes ou délits au moment où ils ont été commis. Ils sont jugés par la Cour de justice de la République. » et la Haute Cour de justice n’est uniquement compétente que pour les infractions commises par le président de la République pendant l’exercice de ses fonctions.
La loi constitutionnelle du 4 août 1995 précise que ces dispositions sont applicables pour les faits commis avant 1993,.

### Critiques et propositions de remplacement par une juridiction de droit commun
La Cour de justice de la République est régulièrement critiquée pour son manque de célérité et sa complaisance supposée envers les anciens ministres, illustrée par la formule « responsable mais pas coupable »  en lien avec la première affaire qu'elle eut à juger. Elle oblige parfois à un découpage d’une même affaire quand des proches de ministres doivent être jugés (« volet ministériel » et « volet non-ministériel »). Certains anciens membres de la commission Vedel ont reconnu que la création de cette Cour était une erreur et, selon Denis Baranger, la déconnexion de ses décisions avec celles que peut rendre le juge pénal ordinaire pose problème, de même que la présence des parlementaires,,.  Toutefois, des magistrats de la CJR soulignent que la composition de la commission d’instruction, des magistrats de la Cour de cassation, est un gage d’expérience et d’indépendance. 
En 2012, la commission sur la rénovation et la déontologie de la vie publique, présidée par Lionel Jospin, prévoit la suppression de la Cour. Pour ce faire, un projet de loi constitutionnelle est présenté en Conseil des ministres en mars 2013 mais n’est pas discuté au Parlement,.  
En 2014, François Hollande, alors président de la République, déclare vouloir supprimer la CJR. 
La CJR continuant de faire l'objet de critiques, sa suppression est à nouveau proposée par plusieurs candidats à l'élection présidentielle de 2017 (Nicolas Dupont-Aignan, Jean-Luc Mélenchon et Emmanuel Macron). Élu président de la République, Emmanuel Macron confirme son intention de supprimer la CJR lors du Congrès du Parlement le 3 juillet 2017 et la réaffirme lors de l'audience solennelle de rentrée de la Cour de cassation le 15 janvier 2018. 
En 2018 et 2019, deux nouveaux projets de réforme constitutionnelle, prévoient que les membres du Gouvernement sont poursuivis et jugés devant les formations compétentes, composées de magistrats professionnels, de la cour d'appel de Paris ; la discussion parlementaire de ces textes a été interrompue. Le rapport Sauvé sur la justice en 2022 propose la suppression de la CJR, y voyant un privilège de juridiction qui méconnaît le principe d'égalité et qui peut dériver en justice politique. 

#### Conséquences de l'affaire Dupond-Moretti
Jugeant Éric Dupond-Moretti pour prise illégale d'intérêt, la CJR a reconnu que la matérialité des faits était établie, mais a considéré qu'il n'y avait pas d'élément intentionnel et a ainsi prononcé la relaxe. Cette décision présentant un avocat et ministre de la Justice commettant un délit "à l'insu de son plein gré" a suscité un certain étonnement et ravivé les critiques vis-à-vis du manque d'impartialité de la CJR.
Cette jurisprudence particulière a fondé la relaxe le 30 octobre 2024 par le tribunal judiciaire de Paris d'une fonctionnaire, également poursuivie pour prise illégale d'intérêt,,.

## Composition de la Cour
La Cour de justice de la République comprend quinze juges : douze parlementaires élus, en leur sein et en nombre égal, par l’Assemblée nationale et par le Sénat après chaque renouvellement général ou partiel de ces assemblées et trois magistrats du siège à la Cour de cassation, dont l’un préside la Cour de justice de la République.
Les juges parlementaires à la Cour de justice de la République sont élus au scrutin majoritaire ; le scrutin est secret ; les juges magistrats sont élus pour trois ans parmi les magistrats du siège hors hiérarchie à la Cour de cassation par l’ensemble de ces magistrats ; pour chaque titulaire, un suppléant est élu dans les mêmes conditions.
Les fonctions des juges parlementaires prennent fin :
- en même temps que les pouvoirs de l’Assemblée nationale ou à chaque renouvellement partiel du Sénat, selon l’assemblée à laquelle ils appartiennent ;
- lorsqu’ils cessent d’appartenir à l’Assemblée nationale ou au Sénat ;
- en cas de démission volontaire[LO 2].

Depuis 1999, les juges parlementaires comme magistrat portent la robe noire lors des procès.
Le ministère public près la Cour de justice de la République est exercé par le procureur général près la Cour de cassation, assisté d’un premier avocat général et de deux avocats généraux qu’il désigne. Le directeur de greffe de la Cour de cassation est, de droit, greffier de la Cour de justice de la République. Le personnel nécessaire au fonctionnement de la Cour de justice de la République est mis à la disposition de cette juridiction par le directeur de greffe de la Cour de cassation.
La commission d’instruction se compose de trois membres titulaires et de trois membres suppléants désignés pour trois ans parmi les magistrats du siège hors hiérarchie à la Cour de cassation par l’ensemble de ces magistrats. Son président est choisi dans la même forme parmi les membres titulaires. Les membres de cette commission continuent de mener en parallèle leurs activités de conseillers à la Cour de cassation.
La commission des requêtes près la Cour de justice de la République se compose de trois magistrats du siège hors hiérarchie à la Cour de cassation, de deux conseillers d’État et de deux conseillers maîtres à la Cour des comptes désignés pour cinq ans. Les magistrats à la Cour de cassation sont élus par l’ensemble des magistrats du siège hors hiérarchie de la Cour. L’un d'entre eux est désigné dans la même forme comme président de la commission. Les conseillers d’État sont désignés par l’assemblée générale du Conseil d’État. Les conseillers maîtres à la Cour des comptes sont désignés par la chambre du conseil. Dans les mêmes formes, il est procédé à la désignation par chacune de ces juridictions d’un membre suppléant.

## Procédure
L'innovation de la révision constitutionnelle réside dans la saisine de cette Cour, qui a été « déparlementarisée » et ouverte.
L'initiative appartient à toute personne qui se prétend lésée par un crime ou un délit commis par un membre du gouvernement dans l'exercice de ses fonctions et au procureur général près la Cour de cassation. Les victimes ne peuvent se constituer partie civile, comme l'a regretté l'avocat de Ségolène Royal.
La commission des requêtes apprécie la recevabilité des plaintes, les classe sans suite ou les transmet au procureur général près la Cour de cassation faisant office de ministère public qui saisit éventuellement la CJR. Les actes de la commission des requêtes ne sont susceptibles d'aucun recours.
Le procureur général près la Cour de cassation peut aussi saisir d'office la commission d'instruction sur avis conforme de la commission des requêtes.
La commission d’instruction est chargée d’instruire le dossier. Elle clôt son instruction par une ordonnance de renvoi ou de non-lieu. Elle peut requalifier les faits. Les arrêts de la commission d’instruction peuvent faire l’objet d’un pourvoi en cassation porté devant l’assemblée plénière de la Cour de cassation. En cas d’annulation de l’arrêt attaqué, la décision peut-être cassée sans renvoi ou être renvoyée devant la commission d’instruction, composée de membres titulaires ou suppléants autres que ceux qui ont rendu l’arrêt annulé,.
Dès que l’arrêt de renvoi est devenu définitif, le président de la Cour de justice de la République fixe, à la requête du procureur général, la date d’ouverture des débats. Après la clôture des débats, les membres de la CJR votent sur chaque chef d’accusation à la majorité absolue, par bulletins secrets. Puis, si l’accusé est déclaré coupable, ils votent sur l’application de la peine à infliger.
Les arrêts de la CJR peuvent faire l’objet d’un pourvoi en cassation porté devant l’assemblée plénière de la Cour de Cassation, qui dispose de trois mois pour statuer. Si l’arrêt est cassé, l’affaire est renvoyée devant la Cour de justice composée de juges titulaires ou suppléants autres que ceux qui ont rendu l’arrêt annulé.

## Budget
Le budget de la Cour est inscrit dans la mission « pouvoirs publics », avec la Présidence de la République, l’Assemblée nationale, le Sénat et le Conseil constitutionnel. Ces cinq institutions ont en effet la particularité de déterminer elles-mêmes les crédits nécessaires à leur fonctionnement.
La dotation demandée pour 2025 s’établit à 984 000 €. Près de la moitié de cette somme est prévue pour le loyer de l’immeuble situé au 21, rue de Constantine dans le 7e arrondissement de Paris. Il est prévu que la Cour s’installe au palais de justice historique de l’île de la Cité. Le reste est constitué des indemnités aux magistrats, et de frais de fonctionnement.
Les procès se sont tenus au centre de conférences internationales pour l’affaire du sang contaminé, dans la salle de la 1re chambre du tribunal de grande instance de Paris ou encore dans la 1re chambre de le cour d’appel de Paris.

## Affaires jugées
De sa création en 1993 jusqu'au 31 août 2023, la commission des requêtes a reçu 22 166 plaintes. En 2021, la commission a été saisie de près de 20 000 plaintes en rapport avec la pandémie de Covid-19, dont la plupart proviennent d'un formulaire-type élaboré par Fabrice Di Vizio, la plupart protestent contre la gestion de la crise, visant surtout le passe-sanitaire. Ces plaintes furent classées sans suite,.
De sa création en 1993 jusqu'en 2024, la commission d’instruction a ouvert vingt-six informations,  : 
- neuf ont été jugées (voir ci dessous) ;
- une affaire est en cours d’instruction en 2025 : les déclarations faites sous serment par Aurore Bergé devant une commission d'enquête parlementaire[36] ;
- les autres affaires se sont terminées par un non-lieu ou n’ont pas été jugées pour diverses raisons[N 2].

Depuis la création de la Cour, la formation de jugement s’est réunie à neuf reprises (ainsi que deux fois pour décider d’un renvoi,) :
| Ministre                                                                      | Affaire | Condamnation | Date de l’arrêt   |
| ----------------------------------------------------------------------------- | --- | --- | ----------------- |
| Laurent Fabius, Premier ministre (1984-86)                                    | Atteintes involontaires à la vie et atteintes involontaires à l’intégrité physique des personnes dans l'affaire du sang contaminé | Déclaré non coupable | 9 mars 1999       |
| Georgina Dufoix, ministre des Affaires sociales et de la Solidarité (1984-86) | Atteintes involontaires à la vie et atteintes involontaires à l’intégrité physique des personnes dans l'affaire du sang contaminé | Déclarée non coupable | 9 mars 1999       |
| Edmond Hervé, secrétaire d'État à la Santé (1983-86)                          | Atteintes involontaires à la vie et atteintes involontaires à l’intégrité physique des personnes dans l'affaire du sang contaminé | Déclaré coupable et dispensé de peine,. | 9 mars 1999       |
| Ségolène Royal, ministre chargée de l’enseignement scolaire (1997-2000)       | Complicité de diffamation publique envers des fonctionnaires publics | Déclarée non coupable | 16 mai 2000       |
| Michel Gillibert, secrétaire d'État aux handicapés (1988-93)                  | Escroquerie au préjudice de l'État (détournement de 8 510 000 francs) | Condamné à trois ans d’emprisonnement avec sursis, 20 000 € d'amende et cinq ans d'inéligibilité et d'interdiction de vote                                            | 7 juillet 2004    |
| Charles Pasqua, ministre de l’Intérieur (1993-95)                             | Corruption passive par une personne dépositaire de l'autorité publique dans l'affaire du casino d'Annemasse | Déclaré non coupable | 30 avril 2010     |
| Charles Pasqua, ministre de l’Intérieur (1993-95)                             | Complicité et recel d'abus de biens sociaux dans le affaire du siège de GEC-Alsthom Transport | Déclaré non coupable | 30 avril 2010     |
| Charles Pasqua, ministre de l’Intérieur (1993-95)                             | Complicité et recel d'abus de biens sociaux dans l’affaire de la Sofremi | Condamné à une année d’emprisonnement avec sursis, avec confusion de cette peine avec celle de 18 mois d’emprisonnement avec sursis prononcée dans une autre affaire, | 30 avril 2010     |
| Christine Lagarde, ministre de l’Économie (2007-11)                           | Négligence d’une personne dépositaire de l’autorité publique dans l’arbitrage de 2008 dans l’affaire Tapie - Crédit lyonnais | Déclarée coupable et dispensée de peine, | 19 décembre 2016  |
| Jean-Jacques Urvoas, ministre de la Justice (2016-17)                         | Violation du secret dans une enquête visant le député des Hauts-de-Seine Thierry Solère | Condamné à un mois d’emprisonnement avec sursis et 5 000 € d'amende,                                                                                                  | 30 septembre 2019 |
| Édouard Balladur, Premier ministre (1993-95)                                  | Complicité d'abus de biens sociaux dans l’affaire des frégates d'Arabie saoudite et des sous-marins du Pakistan | Déclaré non coupable, | 4 mars 2021       |
| François Léotard, ministre de la Défense (1993-95)                            | Complicité d'abus de biens sociaux dans l’affaire des frégates d'Arabie saoudite et des sous-marins du Pakistan | Condamné à deux ans d’emprisonnement avec sursis et 100 000 € d'amende,                                                                                               | 4 mars 2021       |
| Kader Arif, secrétaire d’État aux Anciens combattants (2012-14)               | Prise illégale d'intérêts, atteinte à la liberté d’accès et à l’égalité des candidats dans les marchés publics et détournement de fonds publics pour avoir fait conclure un contrat entre le ministère de la défense et une société gérée par son frère | Condamné à un an d’emprisonnement avec sursis et 20 000 € d'amende | 26 octobre 2022   |
| Éric Dupond-Moretti, ministre de la Justice (2020-24)                         | Prise illégale d’intérêts pour avoir saisi l’Inspection générale de la Justice contre des magistrats avec qui il avait été en opposition en tant qu’avocat                                                                                              | Déclaré non coupable | 29 novembre 2023  |

Certains arrêts de la CJR ont fait l’objet de pourvoi en cassation qui tous ont été rejetés,.

## Succession des présidents de la Cour de justice de la République
| Identité                 | Période          | Période                        |
| Identité                 | Début            | Fin                            |
| ------------------------ | ---------------- | ------------------------------ |
| Louis Gondre (d)         | 1994             | 1997                           |
| Christian Le Gunéhec (d) | 1997             | 2000                           |
| Henri-Claude Le Gall (d) | 2000             | 2011                           |
| Jean-Pierre Feydeau (d)  | 2011             | 2012 (mort en cours de mandat) |
| Martine Ract-Madoux,     | 19 novembre 2012 | 2017                           |
| Jean-Baptiste Parlos (d) | 26 janvier 2018  | 2019                           |
| Dominique Pauthe         | 2019             | En cours                       |

## Membres actuels de la Cour de justice de la République
La Cour de justice de la République comprend trois formations et un greffe. Le ministère public près les formations d’instruction et de jugement est actuellement représenté par Rémy Heitz, procureur général près la Cour de cassation et, Pascal Bougy, avocat général. La directrice des services de greffe et secrétaire générale est Bernadette Verdeil.

### Formation de jugement
Le président élu par la Cour de cassation est, depuis 2019, Dominique Pauthe.
| Nom                              | Qualité                                                         |
| -------------------------------- | --------------------------------------------------------------- |
| Dominique Pauthe Philippe Coirre | Juge titulaire, président Membre suppléant, président suppléant |
| Anne Leprieur Dorothée Dard      | juge titulaire Juge suppléante                                  |
| Marie-Luce Cavrois Claire Coutou | Juge titulaire Juge suppléante                                  |

| Nom                                | Qualité                        |
| ---------------------------------- | ------------------------------ |
| Philippe Gosselin Xavier Albertini | Juge titulaire Juge suppléante |
| Stéphanie Rist Blandine Brocard    | Juge titulaire Juge suppléant  |
| Hervé Saulignac Harold Huwart      | Juge titulaire Juge suppléant  |
| Pouria Amirshahi Emeline K/Bidi    | Juge titulaire Juge suppléant  |
| Ugo Bernalicis Andrée Taurinya     | Juge titulaire Juge suppléant  |
| Bruno Bilde Christelle D'Intorni   | Juge titulaire Juge suppléante |

| Nom                                     | Qualité                        |
| --------------------------------------- | ------------------------------ |
| Catherine Di Folco Stéphane Le Rudulier | Juge titulaire Juge suppléant  |
| Gilbert Favreau Nadine Bellurot         | Juge titulaire Juge suppléante |
| Jean-Luc Fichet Annie Le Houerou        | Juge titulaire Juge suppléante |
| Jean-Pierre Grand Louis Vogel           | Juge titulaire Juge suppléant  |
| Patricia Schillinger Teva Rohfritsch    | Juge titulaire Juge suppléant  |
| Évelyne Perrot Jean-Marie Mizzon        | Juge titulaire Juge suppléant  |

### Commission d'instruction
| Nom                                    | Qualité                                                           |
| -------------------------------------- | ----------------------------------------------------------------- |
| Bruno Lavielle (d) Christophe Seys (d) | Membre titulaire, président Membre suppléant, président suppléant |
| Catherine Schneider Marc Gouton        | Membre titulaire Membre suppléant                                 |
| Philippe Cavalerie (d) Antoine Brugere | Membre titulaire Membre suppléant                                 |

### Commission des requêtes
| Nom                            | Qualité                     |
| ------------------------------ | --------------------------- |
| Vincent Turbeaux               | Membre titulaire, président |
| Henri de Larosière de Champfeu | Membre titulaire            |
| Isabelle Goanvic               | Membre titulaire            |
| Pascale Bellamy                | Membre suppléante           |

| Nom                     | Qualité          |
| ----------------------- | ---------------- |
| Rémy Schwartz (d)       | membre titulaire |
| Jacques-Henri Stahl (d) | Membre titulaire |
| Pierre Collin (d)       | Membre suppléant |

| Nom et Prénom       | Qualité          |
| ------------------- | ---------------- |
| Vincent Feller (d)  | Membre titulaire |
| Patrick Bonnaud (d) | Membre titulaire |
| Claude Trupin (d)   | Membre suppléant |